# San Lorenzo Maggiore, Neapelj
San Lorenzo Maggiore je cerkev v Neaplju v Italiji. Stoji v natančnem geografskem središču zgodovinskega središča starodavnega grško-rimskega mesta, na križišču via San Gregorio Armeno in via dei Tribunali. Ime San Lorenzo se lahko nanaša tudi na nov muzej, ki je zdaj odprt v prostorih, kot tudi na starodavno rimsko tržnico pod samo cerkvijo, Macellum v Neaplju.
Začetki cerkve izhajajo iz prisotnosti frančiškanskega reda v Neaplju v času življenja samega sv. Frančiška Asiškega. Lokacija sedanje cerkve naj bi nadomestila red za izgubo njihove prejšnje cerkve na podlagi, kjer se je Karel I. Anžujski odločil zgraditi svojo novo trdnjavo, Maschio Angioino v poznem 13. stoletju.
San Lorenzo je hkrati cerkev in samostan, novi muzej pa zavzema tri nadstropja nad dvoriščem in je posvečen celotni zgodovini območja, ki se osredotoča na San Lorenzo, začenši s klasično arheologijo in napredujoč do kartografskega prikaza zgodovinskih ladijskih poti iz Neaplja skozi Magna Graecia in Rimsko cesarstvo. Muzej nudi podroben opis lokalne 'mestne hiše', ki je bila porušena, da bi postavili cerkev v 13. stoletju in se nadaljuje mimo anžujskega obdobja in v novejšo zgodovino.
Pod San Lorenzom so izkopali približno polovico prvotne rimske tržnice. Najdišče je odprto od leta 1992, kar je rezultat 25-letnega mukotrpnega izkopavanja. Tržnica je edino obsežno grško-rimsko najdišče, ki so ga izkopali v središču mesta.
V tej cerkvi je Giovanni Boccaccio srečal svojo ljubljeno Fiammetto, lepo Marijo d'Aquino, hčer kralja Roberta Anžujskega, njegove muze, potem ko jo je videl v baziliki med mašo na veliko soboto leta 1334.
Od 16. stoletja dalje je bila bazilika predmet številnih prenov, tudi zaradi poškodb potresov ali zgodovinskih dogodkov, ki so prizadeli mesto in samostan; samostan je dejansko postal skladišče orožja za španske podkralje in leta 1547 so ljudje v uporu proti Pedru de Toledu oblegali zvonik. V naslednjem stoletju so se zgodili tudi drugi dogodki, na primer leta 1647, ko so Masaniellovi privrženci vdrli v zvonik in ga uporabili kot topniško postojanko proti Špancem. Adaptacijska dela, ki so jih izvedli domači arhitekti, so obsegala baročne prenove v tem stoletju in v 18. stoletju, ki so prizadele predvsem pročelje cerkve, ki je bilo v celoti predelano leta 1742.
Od leta 1882 so obnove, ki so bile večkrat prekinjene in ponovno začete, vse do zadnje, dokončane v drugi polovici 20. stoletja, postopoma odpravile baročne dodatke, z izjemo fasade in kontrafasade, delo Ferdinanda Sanfeliceja, kapele Cacace in velike kapele Sant'Antonio, delo Cosima Fanzaga.
Med leti 1950 in 1960 je Rusconi izvedel utrjevalna dela, da bi preprečil propad zidov z oporniki in armiranobetonskimi deli.
Cerkev in samostan sedaj pripadata konventualni veji frančiškanov.

## Arhitektura
Gotski portal ponuja pogled na prvotna lesena vrata iz 14. stoletja, vsaka razdeljena na 48 kvadratov v primernem stanju ohranjenosti. Fasada pa izvira iz leta 1742 sredi baročne dobe in je delo Sanfelice.
San Lorenzo Maggiore je odličen primer anžujske gotike Neapeljskega kraljestva. Kor z ambulatorijem z rebrastimi oboki sledi vzorcu francoske krone okoli Pariza. Transept in cerkvena ladja pa pripadata značilni italijanski gotski obliki s šilastimi ločnimi arkadami, a odprtim pogledom na strešno konstrukcijo. Le nizke stranske kapele imajo rebrasto obokanje. Kasneje so jih močno barokizirali.

## Kapele
Dve kapeli te gotske cerkve sta zasnovani v baročnem slogu. To sta kapela Cacace in kapela Sant'Antonio. Obe je oblikoval Cosimo Fanzago. Prvo od teh kapel je dal zgraditi Giovan Camillo Cacace, odvetnik in član Accademia degli Oziosi najbolj znane neapeljske literarne akademije renesanse; medtem ko je bila slednja kapela narejena za kartuzijanski red. Njena uporaba bogato obarvanega intarziranega marmorja je v nasprotju z bolj trezno gotsko notranjostjo cerkve.

### Kapela Cacace
Kapela Cacace je bila posvečena Mariji rožnega venca, ko jo je leta 1571 pridobila družina De Caro. Giovan Camillo Cacace, nečak Francesca in Giuseppeja De Cara, se je odločil prenoviti kapelo v 1640-ih. Za realizacijo je naročil Fanzaga, povabili pa so tudi druge umetnike. Štiri skulpture v tej kapeli je izdelal Andrea di Bolgi, kipar iz ateljeja Bernini v Rimu. Skulpture vključujejo: na levi celotna figura Giuseppeja De Cara, ki kleči, spodaj pa je doprsni kip njegovega brata Francesca De Cara. Desno je moleča in klečeča figura Vittorije De Caro, sestre Giuseppeja in Francesca ter matere komisarja Giovana Camilla. Njegov doprsni kip je prikazan pod Vittorio.
Kupolo kapele je poslikal Niccolò De Simone, ki je nadomestil prejšnjega umetnika Massima Stanzioneja. Upodablja Trojico in Slavo Device Marije, čeprav je freska močno poškodovana in danes komaj vidna. Ob straneh sta Prijateljstvo med svetima Frančiškom in Dominikom ter Spanje Inocenca XIII., ki vidi svetnika Frančiška in Dominika vladati porušenemu Lateranu. Na štirih konzolah je slikar upodobil svetnike Janeza Krstnika, Jožefa, Ano in Joahima.
Oltarno sliko je naslikal Massimo Stanzione in prikazuje Marijo rožnega venca, temo, ki je postala priljubljena po Tridentinskem koncilu leta 1563. Njegov slog podoben  Caravaggiovemu, čeprav z bolj svetlo uporabo barv in več pozornosti do fiziologije.

## Muzej
Na novo odprti muzej zaseda tri nadstropja okoli dvorišča in razlaga zgodovino območja okoli San Lorenza od klasične antike do sodobnega časa. Pod San Lorenzom so izkopali starorimsko tržnico mesta Neapolis s številnimi prostori. To so edine večje izkopanine grško-rimske preteklosti Neaplja v središču mesta in jih je mogoče obiskati.